# دارشکنک اورینوکو
دارشکنک اورینوکو (نام علمی: Picumnus pumilus) نام یک گونه از سرده دارشکنک‌ها است.